# Patrick Brulez
Patrick Brulez (* 31. Oktober 1950 in Cholet) ist ein ehemaliger französischer Fußballspieler.

## Karriere
Brulez spielte in seiner Jugend zuerst bei einem Klub namens ESSP aus Cholet und erreichte zu dieser Zeit die Aufnahme in regionale Jugendauswahlen. Er wechselte mit dem SO Cholet zum bedeutendsten Verein der Stadt und von dort aus, obwohl er eine Laufbahn als Profi Jahre zuvor abgelehnt hatte, 1970 zum SCO Angers. Nachdem er seinen Militärdienst verrichtet hatte, rückte er 1972 in die Erstligamannschaft auf und etablierte sich noch im Verlauf seiner ersten Saison als Stammspieler. Während der Spielzeit 1973/74 erhielt er eine Einladung in die französische U-21-Auswahl, die er aber absagen musste, sodass er von seinem Teamkameraden Éric Bedouet vertreten wurde. Auf Vereinsebene wurde er zunehmend zu einem Leistungsträger der Mannschaft und erhielt den Spitznamen Papi (Opa). Der größte Erfolg aus dieser Zeit war ein vierter Tabellenplatz im Jahr 1974, der allerdings von zwei Abstiegen 1976 und 1978 gefolgt wurde, die jedoch den direkten Wiederaufstieg nach sich zogen.
1980 verließ Brulez Angers nach acht Jahren in der ersten Mannschaft und wechselte zum Ligakonkurrenten FC Tours, was mit fast 30 Jahren den ersten Wechsel im Profigeschäft für den Spieler darstellte. Bei Tours erhielt er ebenfalls einen Stammplatz und darüber hinaus das Amt des Kapitäns. Obwohl er zweimal den Klassenerhalt erreichte, entschied er sich 1982 für einen Gang in die zweite Spielklasse, wo er Stade Rennes beim Aufstieg helfen wollte. Dies gelang tatsächlich, auch wenn der Spieler im Anschluss an den Sprung in die erste Liga nicht mehr als Stammspieler auflief. Am Ende der Spielzeit 1983/84 entschied sich Brulez mit 33 Jahren nach 285 Erstligaspielen mit drei Toren sowie 88 Zweitligaspielen mit einem Tor für die Beendigung seiner Karriere. Abgesehen von einer Tätigkeit als Trainer bei einem Amateurverein in den 1990er-Jahren zog er sich danach aus dem Fußball zurück.